# Lodewijk III van Thüringen
Lodewijk III van Thüringen ook bekend als Lodewijk de Vrome of Lodewijk de Milde (circa 1151 - 16 oktober 1190) was van 1172 tot aan zijn dood landgraaf van Thüringen.

## Levensloop
Hij was de oudste zoon van landgraaf Lodewijk II van Thüringen en Judith van Hohenstaufen. In 1172 volgde hij zijn vader op als landgraaf van Thüringen, terwijl zijn jongere broer Hendrik Raspe III Hessen en de bezittingen aan de Rijn erfde.
Lodewijk III zette de politiek van zijn vader verder. Zo vocht hij vetes uit met de adellijke families in Thüringen, de heersers van enkele buurstaten en met de aartsbisschop van Mainz. Als neef van keizer Frederik I Barbarossa steunde hij ook diens politiek en hij was ook een aanhanger van hertog Hendrik de Leeuw van Beieren. Toen Hendrik de Leeuw in 1179 uit de gratie van keizer Frederik Barbarossa viel, koos Lodewijk echter de zijde van Hendrik Saksische opponenten. In 1180 schonk keizer Frederik Lodewijk het paltsgraafschap Saksen, maar hij schonk het in 1181 aan zijn jongere broer Herman. In 1184 was hij aanwezig op het banket met Duits koning Hendrik VI in Erfurt. Bij dit banket viel de vloer naar beneden, waardoor de aanwezigen een verdieping naar beneden vielen. Heel wat van de aanwezige edelen stierven aan hun verwondingen, maar Lodewijk overleefde de val.
In 1189 nam hij deel aan de Derde Kruistocht. Het grootste deel van het leger reisde over land, maar Lodewijk reisde via de havenstad Brindisi over zee naar de havenstad Tyrus om zo verder over land naar het Heilige Land te gaan. Daar nam hij deel aan het Beleg van Akko. Lodewijk werd echter ernstig ziek en besliste nog voor de aankomst van de troepen van keizer Frederik Barbarossa om terug te keren naar Thüringen. 
Tijdens de terugreis stierf Lodewijk op een zeilschip dat richting Cyprus voer. Op dit eiland werden zijn ingewanden begraven, terwijl de rest van zijn lichaam in de abdij Reinhardsbrunn in de stad Friedrichroda werd begraven. In de 14e eeuw werden zijn stoffelijke resten overgebracht naar een kerk in Eisenach en daar opnieuw begraven.

## Huwelijken en nakomelingen
In 1172 huwde Lodewijk met Margaretha van Kleef, dochter van graaf Diederik II van Kleef. Ze kregen een dochter:
- Jutta (overleden tussen 1208 en 1216), huwde met prins Diederik van Wettin, graaf van Sommerschenburg en Groitzsch.

Lodewijk verstootte zijn vrouw echter op grond van bloedverwantschap en in 1184 hertrouwde hij met Sophia van Minsk, weduwe van koning Waldemar I van Denemarken. Hun huwelijk bleef echter kinderloos en in 1187 scheidde Lodewijk van zijn tweede vrouw.
Omdat hij geen mannelijke nakomelingen had, werd Lodewijk na zijn dood als landgraaf opgevolgd door zijn broer Herman.